# Eduard Klingler
Eduard Klingler (* 18. Februar 1861 in Wien; † 30. April 1916 in Innsbruck) war ein österreichischer Architekt.

## Leben

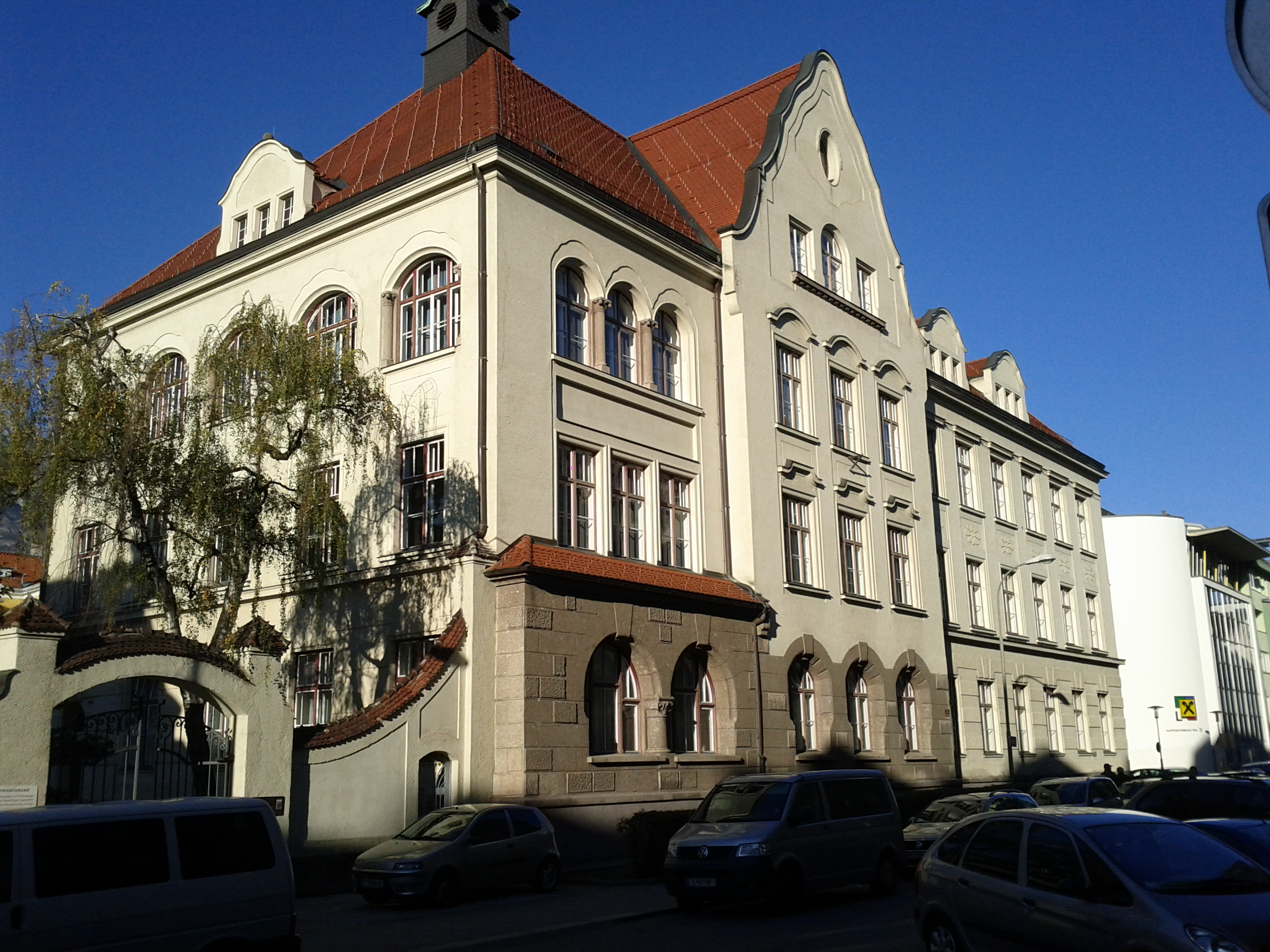
Mädchenhauptschule Wilten

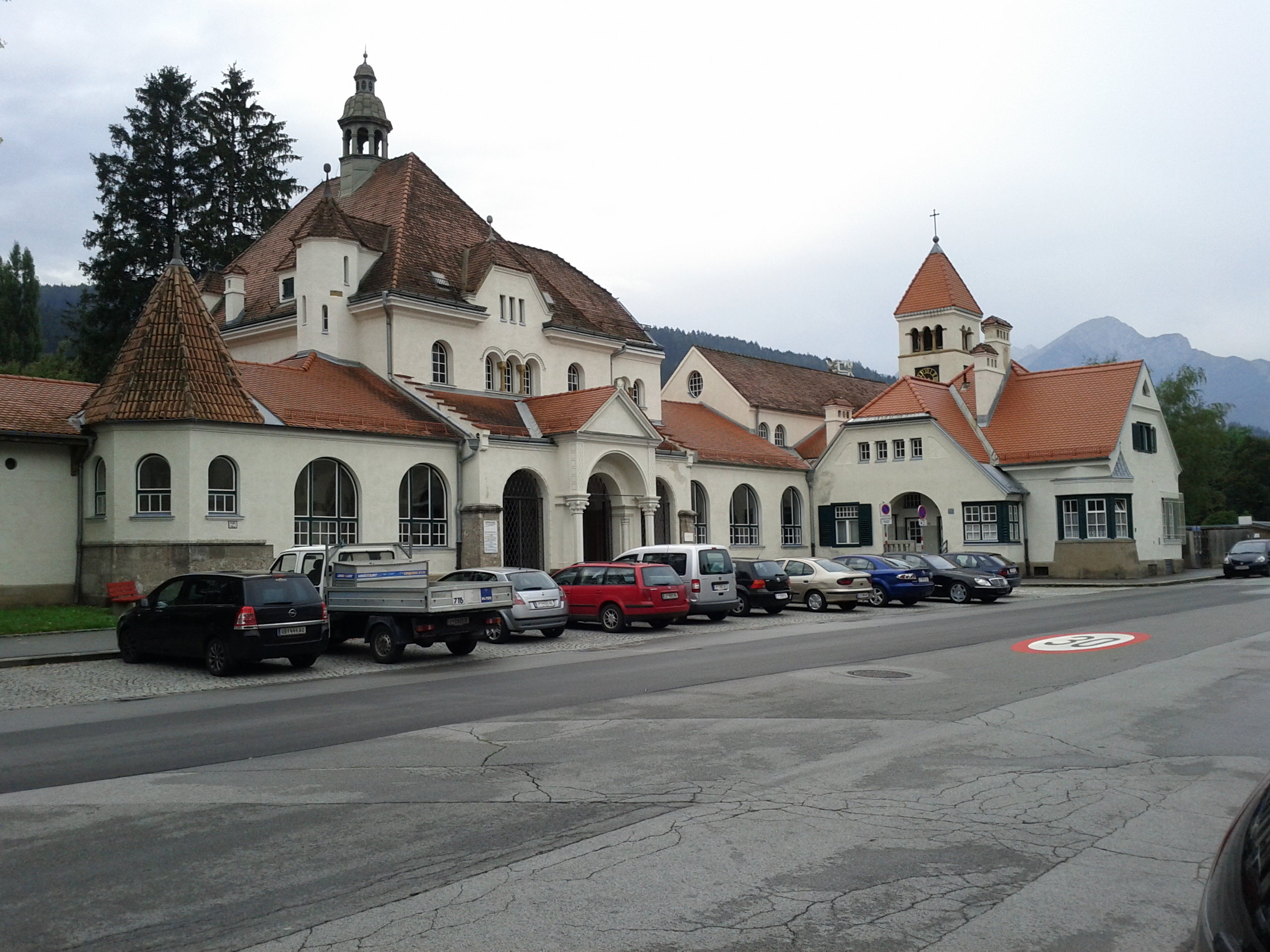
Ostfriedhof

Klingler studierte an der Technischen Hochschule Wien und trat 1883 in den Tiroler Staatsbaudienst ein. Ab 1889 war er im Bauamt der Stadt Innsbruck beschäftigt, das er ab 1902 als Stadtbaudirektor leitete. Er plante zahlreiche Schulen, Spitalsbauten und andere öffentliche Gebäude, insbesondere in den neu eingemeindeten Stadtteilen Wilten und Pradl sowie im Saggen, und prägte das Stadtbild um die Jahrhundertwende entscheidend. Seine Bauten folgen dem damals üblichen Historismus und sind meistens im Stil der Neorenaissance gehalten, später versuchte er an die heimischen Formen von Gotik und Barock anzuknüpfen.

## Bauten und Entwürfe
- 1895: Mädchengymnasium Sillgasse (1972 umgebaut, 2019 abgerissen)[1]
- 1895: Dermatologische Klinik[2]
- 1899–1901: Trainkaserne[3]
- 1900: Villa Hebenstreit (zugeschrieben)[4]
- 1904: Kindergarten Wilten-Ost (mit Karl Plank)[5]
- 1904–1905: Handelsakademie Innsbruck (zusammen mit A. Ringler; 1971–1977 durch Ekkehard Hörmann umgebaut und aufgestockt)[6]
- 1907–1908: Mädchenhauptschule Wilten (mit Karl Plank)[7]
- 1909–1910: Ostflügel des Ferdinandeums[8]
- 1910–1912: Musikvereinsgebäude
- 1912: Ostfriedhof mit Aufbahrungshalle, Kapelle und Verwaltungsbauten